# DuPage County (Illinois)
DuPage County je okres v Illinois. V roce 2020 v okrese žilo 932 877 lidí, šlo o 2. nejlidnatější kraj v Illinois. Krajským městem je Wheaton, mezi další velká města v kraji patří Hinsdale, Naperville a Oak Brook.
Oblast se nachází v Rezavém pásu. Kraj má smíšený socioekonomický profil, je
v něm nízká chudoba.